# Maladera nitididorsis
Maladera nitididorsis är en skalbaggsart som beskrevs av Shuhei Nomura 1967. Maladera nitididorsis ingår i släktet Maladera och familjen Melolonthidae. Utöver nominatformen finns också underarten M. n. ootsuboi.